# Марка (весовая и денежная единица)
Марка (лат. marca, marcha, marcus) — первоначально единица веса серебра или золота в средневековой Западной Европе, приблизительно равная 8 тройским унциям (249 граммов). Позднее марка стала использоваться как денежная единица в Англии, Шотландии, Германии и скандинавских странах.
В Англии марка (англ. mark) никогда не чеканилась как монета, однако активно использовалась как денежная расчётная единица. Впервые марка появилась в Англии в X веке и имела, вероятно, датское происхождение. В то время она была эквивалента 100 пенсам. После нормандского завоевания 1 марка стала соответствовать 2/3 фунта стерлингов, то есть 13 шиллингам и 4 пенсам (160 пенсов).
В Шотландии марка (скотс merk) как денежная и весовая единица была заимствована из Англии и также равнялась 13 шиллингам и 4 пенсам серебра. Позднее расчётная стоимость марки была повышена до 14 шиллингов. В отличие от Англии, в Шотландии марка к концу средних веков превратилась в основную денежную единицу и стала чеканиться в виде монет. Существовали монеты в 1 шотландскую марку, 1/2 марки (7 шиллингов), 1/4 марки (3 шиллинга 6 пенсов), а также достоинством в 4 марки (2 фунта 16 шиллингов).
В северной Германии (прежде всего, в Гамбурге) и Дании марка (нем. mark) использовалась и как расчётная денежная единица, и как монета, соответствующая 16 шиллингам. В 1871 году, после объединения Германии и унификации её денежной системы, марка была принята в качестве официальной денежной единицы Германской империи.
В Восточной Европе (в Польше, Чехии, Литве, Прибалтике, на Руси) марка носила название «гривна».

## Весовые характеристики различных марок
- Кёльнская марка — 233,855 г[1]
- Любекская марка — 234 г[2]
- Французская марка — 244,752 г[3]
- Пражская марка — 253,14 г[4]
- Скандинавская марка — 253,14 г[5]
- Венецианская марка — 238,5 г
- Триентская марка — 254,7 г[6]
- Рижская марка — 207,82 г

О дальнейшей истории немецкой марки см. марка (денежная единица Германии).